# Moruga heatherae
Moruga heatherae is een spinnensoort uit de familie Barychelidae. De soort komt voor in Queensland.